# Aden Hashi Farah
Aden Hashi Farah "Eyrow" (? - 1 de maio e 2008) comandante militar somali do Hizbul Shabaab, o braço armado do Conselho Supremo das Cortes Islâmicas. Morreu em um ataque aéreo dos Estados Unidos em 2008.